# Whitehall
Whitehall é uma rua e uma área em Westminster, Londres, Inglaterra que serve como centro administrativo do Reino Unido. Conexão entre Parliament Square e Trafalgar Square, Whitehall é conhecida como sede do governo britânico, já que a maioria dos prédios que abrigam as mais importantes instituições do país estão situadas lá. O nome Whitehall, muita vezes utilizado como metonímia para o Gabinete real, foi-lhe colocado em memória do antigo Palácio de Whitehall, residência real destruída pelo fogo em 1698.

## Instituições
- Almirantado
- Departamento de Guerra
- Scotland Office
- Wales Office
- Foreign and Commonwealth Office
- HM Treasury

## Prédios e monumentos
- 10 Downing Street
- Horse Guards
- Trafalgar Studios
- Banqueting House
- Cenotáfio
- Dover House
- Gwydyr House